# Baldulus bilineatus
Baldulus bilineatus är en insektsart som beskrevs av Delong 1950. Baldulus bilineatus ingår i släktet Baldulus och familjen dvärgstritar. Inga underarter finns listade i Catalogue of Life.